# Orís
Orís – gmina w Hiszpanii, w prowincji Barcelona, w Katalonii, o powierzchni 27,03 km². W 2011 roku gmina liczyła 294 mieszkańców.